# Медісон Тауншип (округ Колумбія, Пенсільванія)
Медісон Тауншип (англ. Madison Township) — селище (англ. township) в США, в окрузі Колумбія штату Пенсільванія. Населення — 1564 особи (2020).

## Демографія
Згідно з переписом 2010 року, у селищі мешкало 1605 осіб у 623 домогосподарствах у складі 466 родин. Було 682 помешкання
Расовий склад населення:
| - 98,6 % — білих - 0,3 % — чорних або афроамериканців - 0,1 % — корінних американців - 0,1 % — азіатів |

До двох чи більше рас належало 0,5 %. Частка іспаномовних становила 0,8 % від усіх жителів.
За віковим діапазоном населення розподілялося таким чином: 22,8 % — особи молодші 18 років, 61,6 % — особи у віці 18—64 років, 15,6 % — особи у віці 65 років та старші. Медіана віку мешканця становила 44,7 року. На 100 осіб жіночої статі у селищі припадало 92,9 чоловіків;  на 100 жінок у віці від 18 років та старших — 93,3 чоловіків також старших 18 років.
Середній дохід на одне домашнє господарство  становив 77 257 доларів США (медіана — 60 705), а середній дохід на одну сім'ю — 86 711 долар (медіана — 66 389). Медіана доходів становила 53 529 доларів для чоловіків та 36 548 доларів для жінок. За межею бідності перебувало 5,5 % осіб, у тому числі 7,6 % дітей у віці до 18 років та 5,3 % осіб у віці 65 років та старших.
Цивільне працевлаштоване населення становило 726 осіб. Основні галузі зайнятості: освіта, охорона здоров'я та соціальна допомога — 36,9 %, виробництво — 16,0 %, будівництво — 8,5 %, науковці, спеціалісти, менеджери — 5,6 %.